# إفيرالدو (لاعب كرة قدم)
إفيرالدو (بالبرتغالية: Everaldo Silva do Nascimento‏) هو لاعب كرة قدم برازيلي في مركز الهجوم، ولد في 28 مايو 1994 في أوليندا في البرازيل. لعب مع نادي بوا إيسبورت ونادي فلومينينسي.

## وصلات خارجية
- إفيرالدو (لاعب كرة قدم) على موقع قاعدة بيانات كرة القدم.إي يو (الإنجليزية)
- إفيرالدو (لاعب كرة قدم) على موقع Soccerway.com (الإنجليزية)